# 戸井田稔
戸井田 稔（といだ みのる、1952年1月28日 - 2015年10月30日）は、日本の俳優。東京都調布市出身。血液型はA型。文学座所属。

## 来歴
1974年に文学座研究所に入所し、1979年座員となる。文学座14期。
2015年10月30日、静脈瘤破裂のため死去。63歳没。戒名は福田院演義道稔大居士。

## 出演

### 舞台
1976年
- 初舞台『夢・桃中軒牛右衛門の』(文学座本公演)東横劇場

1979年
- 『調理場』(本公演)東横劇場

1981年
- 『ショートアイズ』(アトリエ)

1984年
- 『美しきものの伝説』(地人会)本多劇場

1986年
- 『御畳奉行日記』中日劇場

1988年
- 『はなれ瞽女おりん』(地人会)

1989年
- 『チェンジングルーム」(本公演)紀伊國屋ホール

1990年
- 『お気に召すまま』パナソニック・グローブ座

1992年
- 『かどで』(文学座アトリエ公演)
- 『エリーダ〜海の夫人』(松竹)ベニサンピット

1993年
- 『あわれ彼女は娼婦』(T.P.T)ベニサンピット

1994年
- 『不知火検校』銀座セゾン劇場

1995年
- 『チェンジリング』(T.P.T)ベニサンピット
- 『三人姉妹』(T.P.T)ベニサンピット

1996年
- 『女の一生』(本公演)三越劇場

1997年
- 『金襴緞子の帯しめながら』(アトリエ)
- 『盛装』(本公演)三越劇場
- 『礼服』(水谷内助義プロデュース)東京芸術劇場

1998年
- 『野分立つ』(本公演)地方公演

1999年
- 『女の一生』(本公演)地方公演
- 『武士の旗』(岡部企画）紀伊国屋サザンシアター

2000年
- 『最後の晩餐』(本公演)紀伊國屋ホール

2001年
- 『牛蛙』(アトリエ)
- 『ダンシング・アット・ルーナッサ』(劇工房ライミング）シアタートップス

2002年
- 『音の世界』(本公演)アトリエ

2003年
- 『ホームバディ／カブール』(アトリエ)
- 『阿蘭陀影繪』(本公演)旅

2004年
- 『暗い日曜日』（ポイント東京）ル テアトル銀座
- 『ナイル殺人事件 (1978年の映画)』(ポイント東京)ルテアトル銀座

2005年
- 『KITCHEN』(Bunkamura)シアターコクーン

2006年
- 『あわれ彼女は娼婦』（Bunkamura)シアターコクーン

2007年
- 『恋の骨折り損』（ホリプロ)彩の国さいたま芸術劇場
- 『エレンディラ』（ホリプロ)彩の国さいたま芸術劇場

2008年
- 『リア王』（ホリプロ)彩の国さいたま芸術劇場
- 『さらば、わが愛 覇王別姫』（Bunkamura)シアターコクーン

2010年
- 『海港』(演劇集団STAMP）東京芸術劇場小ホール2

2011年
- 『シンベリン』(シェイクスピア・シアター）俳優座劇場
- 『アマデウス』(松竹）ルテアトル銀座、地方巡演

2012年
- 『父帰る/おふくろ』アトリエ
- 『サロメ』新国立劇場中劇場
- 『るつぼ』新国立劇場小劇場
- 『シダの群れ3〜港の女歌手編〜』（Bunkamura）シアターコクーン

2014年
- 『お気に召すまま』あうるすぽっと

### テレビドラマ
- 俺たちの旅 第8話（日本テレビ、1975年）
- 大空港（フジテレビ）
  - 第17話「戦慄!! ハネムーン・ツアージャック」（1978年） - サカイ
  - 第62話「刑事は殺シで勝負する?!」（1979年） - 四条ヒデユキ
- ゆうひが丘の総理大臣 第35・36話（日本テレビ、1979年）
- 陽はまた昇る（フジテレビ、1979年） - 真崎徹
- 大いなる朝（TBS、1979年）
- 花の影（フジテレビ、1982年）
- お師匠さんは名探偵（TBS、1983年）
- 男女7人夏物語 第10話（TBS、1986年）
- 翔ぶが如く（NHK、1990年） - 坂口
- 殺人迷宮課の名警部 連鎖の追跡（テレビ朝日、1998年）
- 追跡5（日本テレビ、1999年）
- 葵 徳川三代（NHK、2000年） - 土方雄久
- 身辺警護11（日本テレビ、2002年）
- またのお越しを 第40話（TBS、2003年）
- 警視庁鑑識班2004 第9話（日本テレビ、2004年）
- 容疑者（日本テレビ、2005年）
- 万引きGメン・二階堂雪13（TBS、2005年）
- 相棒（テレビ朝日）
  - Season5 第15話（2007年）
  - Season7 第14話（2008年） - 主治医
  - Season10 第1話（2011年） - 酒井光男
- ゴンゾウ 伝説の刑事（テレビ朝日、2008年） - 川渕正徳（署長）
- シリウスの道（WOWOW、2008年）
- 臨場 第一章 第9話（テレビ朝日、2009年） - 木元泰司
- 新・警視庁捜査一課9係 第7話（テレビ朝日、2009年）
- 宿命1969-2010〜ワンス・アポン・ア・タイム・イン・東京〜（テレビ朝日、2010年） - 柳田事務長
- 棟居刑事の捜査ファイル5 目撃美女は二度死ぬ? 猫が運ぶ犯人!?（テレビ朝日、2011年） - 武藤警部
- 遺留捜査 第2シリーズ最終話（日本テレビ、2012年）
- 最後のカチンコ 新藤兼人・乙羽信子（NHK、2012年）

### 特撮
- 仮面ライダーBLACK RX 第27話（TBS、1989年）
- 特警ウインスペクター 第22話（テレビ朝日、1990年） - 堺博士
- 特捜エクシードラフト（テレビ朝日、1992-1993年）
- ブルースワット 第5話（テレビ朝日、1994年） - 乾

### 映画
- 映画女優（1987年） - 田中晴次
- ホーム・スイートホーム2 日傘の来た道（2003年）
- 8.1（2005年） - 室井義武
- 桜田門外ノ変（2010年）
- 探偵はBARにいる2 ススキノ大交差点（2013年）
- 世界から猫が消えたなら（2016年）